# Museo del Puerto Fluvial de Caesaraugusta
El Museo del Puerto Fluvial de Cesaraugusta es un espacio en el que se muestra el antiguo puerto de la ciudad romana de Cesaraugusta, la actual Zaragoza, en España. Está situado en la plaza San Bruno, 8 y conforma junto con el museo del Foro romano, museo de las Termas y museo del Teatro Romano el circuito de museos arqueológicos de Zaragoza.

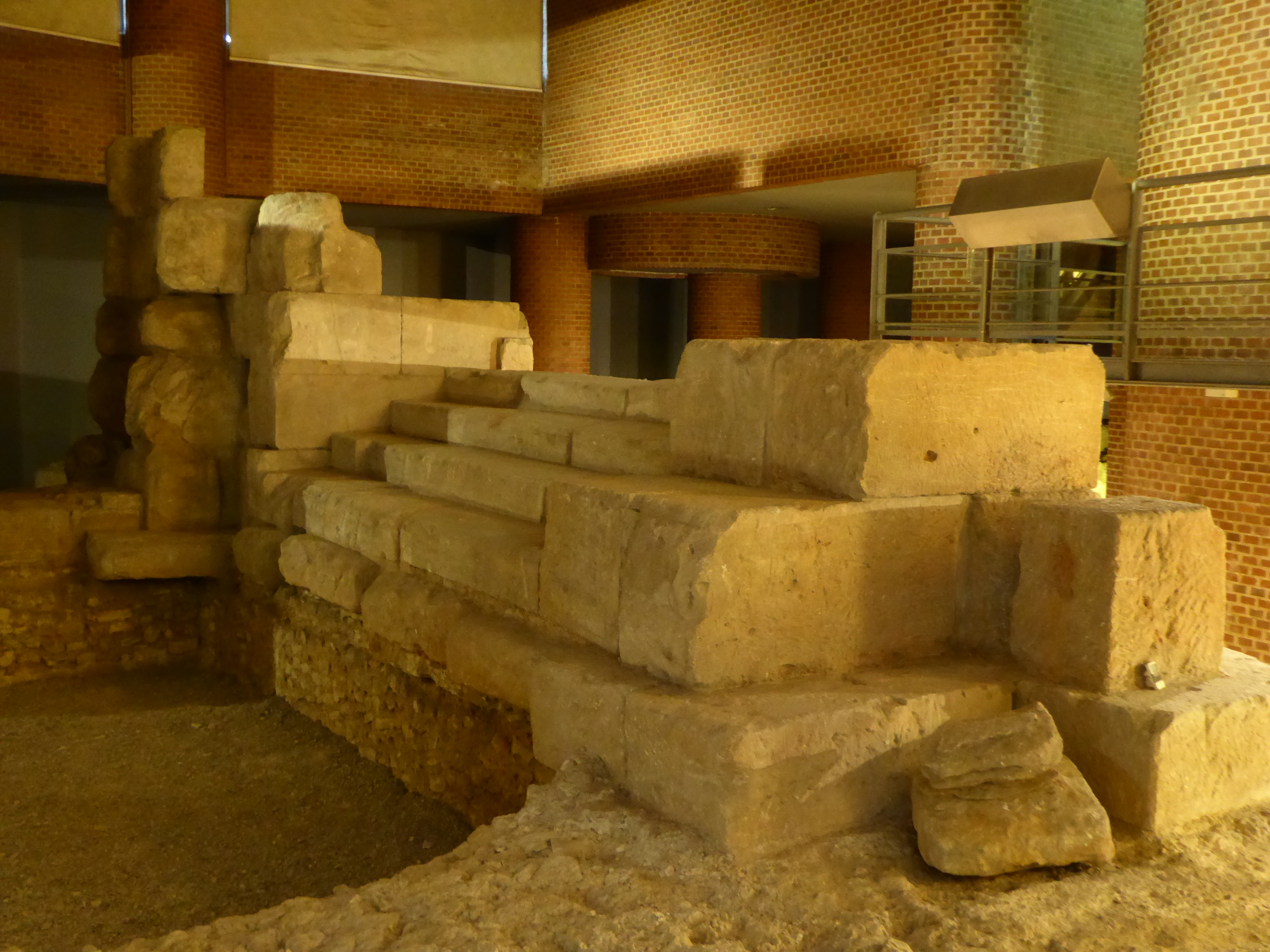
Escaleras del puerto fluvial

En época romana, el río Ebro era navegable y el puerto de Caesaraugusta se consideraba el tercero más importante en Hispania, tras el de Logroño y el de Dertosa. El puerto se construyó en el siglo I de nuestra era y fue abandonado a mediados del siglo VI d. C. A finales del siglo I o principios del II, las instalaciones se completaron con la construcción de un mercado al este del edificio de acceso. Las edificaciones portuarias se extendían a lo largo de la orilla derecha del Ebro aprovechando la mayor mansedumbre de sus aguas en esta parte y estaban situadas en el ángulo nordeste del foro con el que conectaban por medio de escaleras. El comercio en el puerto era muy activo, al distribuir tanto mercancías procedentes del interior (trigo, madera o hierro) como de la costa (cerámicas, salazones, vino, etc.). 
En el museo se pueden contemplar algunos restos arqueológicos de estas instalaciones. Además, un audiovisual interactivo da cuenta de la actividad comercial de Zaragoza que centralizaba el puerto en aquella época.